# 鄢懋卿
鄢懋卿（1507年—？），字景修，號劍泉，江西南昌府豐城縣人，民籍，明朝政治人物，嘉靖辛丑進士，依附同鄉、權臣嚴嵩，官至刑部右侍郎。嚴嵩倒臺後遣戍。

## 生平
嘉靖十六年江西乡试第十一名举人，二十年（1540年）登辛丑科会试第一百十八名，三甲第九名進士。由行人司行人，二十四年正月擢拔至湖廣道試監察御史，二十八年巡按四川，三十二年八月升太仆寺少卿，遷大理寺右少卿。嘉靖三十五年（1555年）八月轉都察院左僉都御史。深附權相嚴嵩之下，為嚴嵩父子所親近。嘉靖三十九年（1560年）以左副都御史的身份出京，總理兩浙、兩淮、長蘆、河東四鹽運司鹽政，盡得天下之利。鄢生性奢靡無度，“至文錦被廁裝，白金飾溺器”，“制五彩輿，令十二女子舁之”。鄢懋卿在浙江淳安被當地知縣海瑞冷落，心有不甘，嘉靖四十一年（1562年）聯合御史袁淳彈劾海瑞，將原本升任嘉興府通判的海瑞，降職為江西興國州判官。四十年九月官至刑部右侍郎。嚴嵩倒台後，御史鄭洛彈劾鄢懋卿與大理寺卿萬寀朋黨為奸，免職處分，既而先後發落戍邊。《明史》將其列入《奸臣傳》。

## 事跡
鄢懋卿同年王忬，累官薊遼總督，被嚴嵩羅織罪名，下獄論斬。鄢懋卿亦參與其中。後來王忬平反，子王世懋累官江西巡撫。此時，鄢懋卿已遣戍回籍，世懋與其絕不來往。鄢懋卿因此向人指責世懋「薄於世誼」。世懋大怒，致書江西縉紳，細數鄢懋卿之罪惡。

## 戲曲
京劇劇目《五彩輿》就是描寫海瑞與鄢懋卿鬥智的故事。

## 家族
曾祖鄢承之，義官。祖父鄢謐，壽官。父鄢高（1482年-？），光泽知县。母周氏，继母謝氏、杨氏。严侍下。兄鄢愚卿。弟愈卿、悊卿、黨卿、慤卿。